# Majdan (Busówno)
Majdan – część wsi Busówno  w Polsce położona w województwie lubelskim, w powiecie chełmskim, w gminie Wierzbica.
W latach 1975–1998 Majdan położony był w województwie chełmskim.